# Liste von Religionsgemeinschaften in der Volksrepublik China
Dies ist eine Liste von chinesischen Religionsgemeinschaften bzw. chinesischen religiösen Gesellschaften, der offiziellen religiösen Organisationen in der Volksrepublik China. Angegeben sind, soweit bekannt, Name (mit Pinyin und in chinesischer Originalschreibung), Gründungszeit, Sitz und (derzeitiger) Verantwortlicher.

## Übersicht
| Deutsche Übersetzung | PY/chin.                                                                        | gegr. | Sitz                                           | Vorsitzender/Präsident                                                                   | Bild      |
| Vereinigung der Buddhisten Chinas                                                                                              | Zhongguo Fojiao Xiehui 中国佛教协会                                             | 1953  | Peking, Guangji-Tempel                         | Präsident Ehrwürdiger Meister Chuanyin (2010-), Ehrenvorsitzender Paghalha Geleg Namgyel |           |
| Chinesische Taoistenvereinigung                                                                                                | Zhongguo Daojiao Xiehui 中国道教协会                                            | 1957  | Peking, Tempel der Weißen Wolken (Baiyun Guan) | Vorsitzender Ren Farong 任法融                                                           |           |
| Islamische Gesellschaft Chinas                                                                                                 | Zhongguo Yisilanjiao Xiehui 中国伊斯兰教协会                                    | 1952  | Peking                                         | Präsident Chen Guangyuan 陈广元                                                          | web, Bild |
| Patriotische Vereinigung der Chinesischen Katholiken                                                                           | Zhongguo Tianzhujiao Aiguohui 中国天主教爱国会                                  | 1957  | Peking, Stadtbezirk Xicheng, Liuyin Jie 14     | ehem. Vorsitzender Fu Tieshan                                                            | web       |
| Chinesischer Katholischer Bischofsrat                                                                                          | Zhongguo Tianzhujiao Zhujiaotuan 中国天主教主教团                               | 1980  | Peking                                         | ehem. Vorsitzender Liu Yuanren 刘元仁                                                    |           |
| Chinesisches Christliches Patriotisches Komitee der „Drei-Selbst“ (Selbstverwaltung, Selbstunterhaltung und Selbstverbreitung) | Zhongguo Jidujiao “Sanzi” Aiguo Yundong Weiyuanhui 中国基督教三自爱国运动委员会 | 1954  | Shanghai                                       | Ehrenvorsitzender Ding Guangxun, Vorsitzender Luo Guangzhong                             |           |
| Chinesischer Christenrat | Zhongguo Jidujiao Xiehui 中国基督教协会                                         | 1980  | Shanghai                                       | Ehrenvorsitzender Ding Guangxun, Vorsitzender Gao Feng                                   |           |